# Артамонов, Николай Николаевич (конструктор)
Никола́й Никола́евич Артамо́нов (6 декабря 1906, Москва — 2 марта 1965) — советский конструктор ракетной техники, кандидат технических наук.

## Биография
Родился 6 декабря 1906 года в Москве. Отец — из крестьян, рабочий на фабрике «Красная Заря». Николай окончил школу-девятилетку и 3 курса Института имени Лепсе по специальности инженера-механика по холодной обработке металлов.
С 1924 по 1926 год работал разнорабочим, с 1926 по 1931 — токарь на «Красной Прядильне» (Покровское-Стрешнево). В 1928 году стал членом ВКП(б).
С 1931 года работал в тресте Оргавиапроме мастером, технологом и начальником бригады техпомощи заводам МАП. В сентябре 1941 года был откомандирован на завод № 16 в Казань. В годы войны работал в Казани вместе с В. П. Глушко, где осуществлял технологическое обеспечение работ по камере сгорания, а затем и по всему жидкостному ракетному двигателю РД-1. После образования ОКБ-СД в 1944 году был назначен на должность начальника опытного производства. По итогам работ в области создания военной техники в сентябре 1945 года был награждён орденом «Знак Почёта» наряду с Г. С. Жирицким, С. П. Королевым, Г. Н. Листом и Н. С. Шнякиным. Также награжден медалью «За доблестный труд в годы Великой Отечественной войны 1941—1945 годов». Позже удостоен медали «В память 800-летия Москвы».
С сентября 1945 года находился в Нордхаузене (Германия), где изучал опыт производства двигателей для ракеты Фау-2. В январе 1947 года вернулся в СССР, в Химки, где продолжил свою работу под руководством В. П. Глушко в ОКБ-456. В ОКБ-456 работал начальником опытного производства (1946—1947), зам. главного конструктора по производству (1947—1955 и 1959—1960 ), начальником цеха.
10 июня 1950 года окончил Высшие инженерные курсы при МВТУ им. Н. Э. Баумана с оценкой «отлично» и получил право защитить диссертацию на ученую степень кандидата технических наук без сдачи экзамена по спецдисциплине.
Руководил разработкой технологий первых ЖРД семейства РД-1. Внес много ценных предложений по усовершенствованию технологии изготовления мощных ракетных двигателей, в частности по изготовлению паяно-сварных камер сгорания. Вот слова из его характеристики того времени: «инициативен, умеет решать производственно-технические вопросы. Имеет хорошие организаторские навыки».
В октябре 1955 года был освобожден от занимаемой должности за использование служебного положения в личных целях: попросил изготовить ему на производстве привод гребного вала для своей моторной лодки. Был назначен начальником цеха, затем начальником экспериментального производства, заместителем главного металлурга.
Скончался 2 марта 1965 года.

## Награды
- орден Знак Почёта (1945),
- орден Трудового Красного Знамени (1957),
- орден Ленина (1961),
- медали:
  - За доблестный труд в Великой Отечественной войне,
  - В память 800-летия Москвы.

## Память
Кратер Артамонов (лат. Artamonov) — ударный кратер на обратной стороне Луны. Название дано в честь советского конструктора ракетной техники Николая Николаевича Артамонова (1906—1965) и утверждено Международным астрономическим союзом в 1970 г. Образование кратера относится к донектарскому периоду.